# 川本晶子
川本 晶子（かわもと あきこ、1962年7月5日 - ）は、日本の小説家。

## 経歴
香川県高松市出身。香川県立高松高等学校を卒業する。高校卒業後、上京する。演劇活動に携わるフリーライターを経る。
2005年、「刺繍」で第21回太宰治賞を受賞する（同時受賞は、津村記久子「マンイーター」）。趣味はアイスホッケーとカート。

## 作品リスト

### 単行本
- 『刺繍』（筑摩書房 2005年11月
- 『マタニティドラゴン』（筑摩書房 2008年8月）

### 新聞連載
- おばけの懸想（四国新聞・徳島新聞朝刊　2006年11月-2007年10月）

### 単行本未収録作品
- ことり心中　（webちくま　2005年12月-2006年02月）
- からすの祝婚　（小説すばる　2006年12月号）